# Tensung Namgyal
Tensung Namgyal (1644-1700) was de tweede Chögyal (koning) van Sikkim.
Hij volgde zijn vader Püntsog Namgyal I op in 1670. Hij verplaatste in 1670 de hoofdstad van Yuksom naar Rabdentse in de buurt van Geyzing.
Hij had drie vrouwen en werd in 1700 opgevolgd door zijn zoon Chakdor Namgyal van zijn tweede vrouw.